# سیارک ۱۹۳۶۶
سیارک ۱۹۳۶۶ (به انگلیسی: 19366 Sudingqiang، نامگذاری:1997VZ7) نوزده هزار و سیصد و شصت و ششمین سیارک کشف شده‌است که در ۶ نوامبر ۱۹۹۷ کشف شد.
قدر مطلق سیارک برابر ۳۷.۱ است.